# Landschap met herder en vee
Landschap met herder en vee is een schilderij door de Noord-Nederlandse schilder Dirck van Bergen in het Rijksmuseum in Amsterdam.

## Voorstelling
Het stelt een Italiaans landschap voor met daarin een jonge herder op blote voeten, die zijn vee heeft verzameld rondom een oude fontein. Rechts bestijgt een stier een koe, terwijl de herder de koe bij de hoorns vasthoudt.

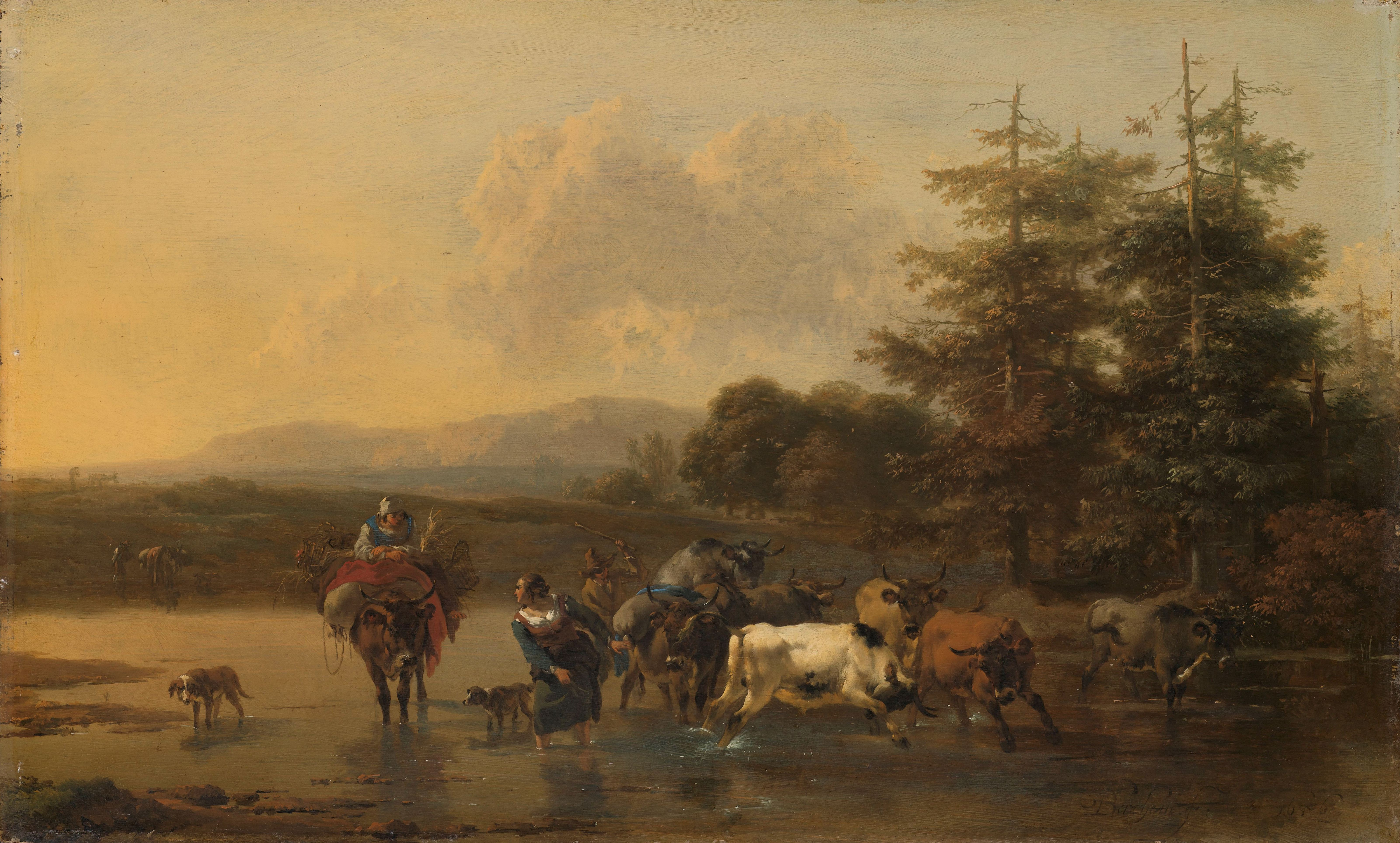
Nicolaes Berchem. De ossendrift. 1656. Amsterdam, Rijksmuseum.

Het werk is geschilderd in de traditie van de Italianisanten, een groep Noord-Europese schilders die het Italiaanse landschap als onderwerp had. Dirck van Bergen is echter voor zover bekend nooit in Italië geweest. Het motief van een stier die een koe bestijgt komt ook voor op werk van de Haarlemse Italianisant Nicolaes Berchem. Landschap met herder en vee is waarschijnlijk bedoeld als pendant van Landschap met vechtende stieren, dat ongeveer dezelfde afmetingen en herkomst heeft.

## Toeschrijving en datering
Het schilderij is onder, rechts van het midden gesigneerd ‘D.V.D.Bergen.’. Het ontstond waarschijnlijk na 1660, toen Van Bergen zich als schilder in Haarlem vestigde, en voor 1690, toen hij zijn laatst gedateerde werk maakte.

## Herkomst
Het werk werd in 1815 gekocht door het Rijksmuseum.